# Братушка, Алексей Сергеевич
Алексей Братушка — активист Евромайдана, герой «Небесной Сотни». Герой Украины (2014, посмертно).

## Биография
Родился 10 апреля 1975 года в Сумах. Окончил сумскую среднюю общеобразовательную школу № 11 в 1992 году, в дальнейшем работал столяром Сумского машиностроительного научно-производственного объединения имени М. В. Фрунзе.
Окончил Сумской университет, занимался частной предпринимательской деятельностью, увлекался путешествиями.
Принимал активное участие в Оранжевой революции 2004 года.
18 февраля 2014 года уехал на Евромайдан, а 20 февраля стало известно о его гибели — Алексей погиб на улице Институтской от пули снайпера, которая пробила металлический щит и бронежилет. 

## Награды
- Звание Герой Украины с вручением ордена «Золотая Звезда» (21 ноября 2014, посмертно) — за гражданское мужество, патриотизм, героическое отстаивание конституционных принципов демократии, прав и свобод человека, самоотверженное служение Украинскому народу, обнаруженные во время Революции достоинства[1].
- Медаль «За жертвенность и любовь к Украине» (УПЦ КП, июнь 2015) (посмертно)[2].